# Marco Fabio Vibulano (console 483 a.C.)
Marco Fabio Vibulano, in latino Marcus Fabius Vibulanus (... – 477 a.C.), è stato un politico romano del V secolo a.C.

## Biografia
Marco Fabio discendeva dalla nobile famiglia dei Fabii e fu console nel 483 e nel 480 a.C. Lui e i suoi fratelli Cesone e Quinto assunsero vicendevolmente, negli anni tra il 485 ed il 479 a.C., la carica più importante della giovane repubblica romana. La famiglia dei Fabii era a quel tempo una delle più importanti e raggiunse sotto i tre fratelli l'apice della propria potenza.

### Primo consolato (483 a.C.)
Dopo Quinto, che aveva reso i Fabii odiati dal popolo e Cesone, la cui elezione accentuò l'odio della plebe verso la loro famiglia, nel 483 a.C., per fronteggiare la plebe, i patrizi riuscirono a far eleggere Marco Fabio, anche lui rappresentante della stessa gens; il suo collega era Lucio Valerio Potito, un nome ancora più odiato dal popolo, perché si trattava di uno dei questori che avevano accusato e mandato a morte il popolarissimo console plebeo Spurio Cassio Vecellino.
In quell'anno i tribuni della plebe si batterono affinché venisse votata la legge agraria favorevole alla plebe, ma il senato era contrario alle donazioni e i consoli si opposero con tutte le loro forze. Per il racconto di Dionigi, la plebe istigò Caio Manio, un tribuno della plebe, a che si opponesse alla coscrizione degli uomini, finché i Senatori non nominassero i componenti della commissione, che avrebbe dovuto individuare le terre pubbliche da dividere tra i cittadini romani, secondo quanto stabilito durante il consolato di Spurio Cassio. I consoli superarono l'opposizione del tribuno, chiamando la leva fuori le mura cittadine, dove i tribuni della plebe non avevano alcun potere.
Si continuò la campagna contro i Volsci, per la quale a Fabio toccò in sorte la difesa dei territori degli alleati e a Valerio il comando dell'esercito accampato nel territorio dei Volsci. Dal punto di vista militare non sono si registrarono risultati apprezzabili.
A questa situazione di malessere complessivo si andarono ad aggiungere, a Roma come nelle campagne, presagi funesti basati sull'interpretazione delle viscere animali e sull'osservazione del volo degli uccelli, spiegati col mancato rispetto delle prescrizioni nei rituali religiosi. Il solo risultato del terrore dovuto alla collera degli dei fu la condanna a morte della vestale Oppia, sepolta viva, così come voleva la tradizione, per esser venuta meno al voto di castità.

### Secondo consolato (480 a.C.)
Nel 480 a.C. fu eletto console per la seconda volta, insieme al collega Gneo Manlio Cincinnato.
In quell'anno Tiberio Pontificio, un tribuno della plebe, propose, come Spurio Licinio l'anno precedente, una legge agraria cercando di ostacolare la leva militare, ma i senatori ed i consoli riuscirono a corrompere alcuni tribuni della plebe e ad effettuare il reclutamento: era l'inizio della guerra contro Veio, e più in generale contro l'Etruria, che durò fino al 476 a.C..
Gli Etruschi si erano ammassati a Veio e riuniti all'esercito di quella cittadina non tanto per sostenerne la lotta quanto perché coltivavano la speranza di approfittare della debolezza di Roma conseguente alle accese lotte intestine. Una volta che Romani ed Etruschi si furono insediati nei rispettivi accampamenti i due consoli, timorosi di affrontare gli eserciti alleati, evitarono dapprima il combattimento, trattenendo le proprie truppe. I nemici tentarono allora di provocarli insultando sia loro che le truppe, suscitando un profondo senso di rabbia ed una crescente impazienza di combattere il nemico. Ulteriori provocazioni degli Etruschi esasperarono i soldati romani a tal punto da far temere un ammutinamento delle truppe; Marco Fabio convinse Gneo Manlio all'azione e fece giurare l'esercito, davanti agli dei, che la battaglia sarebbe stata vinta, pena la punizione divina sugli sconfitti.
La battaglia venne vinta da Marco Fabio ma a carissimo prezzo, poiché durante il suo svolgimento caddero prima Quinto Fabio, console due anni prima, e poi lo stesso Gneo Manlio. Il console superstite, profondamente rattristato per la morte del fratello e del suo collega non accettò, in segno di dolore e di rispetto, il trionfo che il senato gli aveva riservato.

### Battaglia di Veio (479 - 477 a.C.)
Nel 479 a.C., con il fratello Cesone Fabio Vibulano, console per quell'anno, parlò in Senato per far prendere alla sua gens l'intera gestione dello scontro tra Roma e la città di Veio, prendendo il comando delle operazioni.
I Fabii, dopo aver costruito un fortilizio nei pressi del fiume Cremara, iniziarono a saccheggiare le terre di Veio, anche quelle più lontane da Roma, mai interessate prima da queste operazioni. Grave fu il danno per i Veienti, che non riuscivano ad aver ragione dei Fabii, e delle loro genti. I Fabii infatti, divisero le proprie forze in quattro parti, destinandone una alla difesa del fortilizio, e le altre tre a rapide e frequenti scorrerie, cui facevano seguito subitanee ritirate nel fortilizio.
Nel 478 a.C., consoli Lucio Emilio Mamercino e Gaio Servilio Strutto Ahala, ricevette rinforzi da Roma, condotti al fortilizio dal fratello Cesone Fabio Vibulano,con la carica di proconsole.
Lo scontro di quell'anno contro Veio, viene posto da Tito Livio sotto la fortificazione dei Fabii sul Cremera.

#### La morte di Marco Fabio
Nel 477 a.C. si trovò a combattere, come i principali esponenti della famiglia dei Fabii, contro i Veienti nella Battaglia del Cremera; i Veienti si erano organizzati ed avevano teso una trappola (lasciarono libero del bestiame per far credere che fosse stato abbandonato); i Fabii, sicuri della propria forza, pensando di razziare il bestiame, caddero nell'imboscata e subirono una pesante disfatta in cui perirono trecentosei Fabii, tra i quali Marco Fabio stesso e pertanto la famiglia finì per ritrovarsi praticamente estinta; l'unico a salvarsi fu il figlio di Marco, Quinto Fabio Vibulano, rimasto a Roma a causa della sua giovane età e che fu il capostipite della successiva stirpe dei Fabii e che ricoprì tre volte la carica di console e due quella di decemviro.